# Eric Ebron
Eric Ebron (* 10. April 1993 in Newark, New Jersey) ist ein ehemaliger US-amerikanischer American-Football-Spieler auf der Position des Tight Ends. Er spielte für die Detroit Lions, die Indianapolis Colts und die Pittsburgh Steelers in der National Football League (NFL).

## Frühe Jahre
Ebron ging zunächst in Rhode Island auf die Highschool. Später wechselte er auf die Ben L. Smith High School in Greensboro, North Carolina. Zwischen 2011 und 2013 besuchte er die University of North Carolina, wo er für das Collegefootballteam in drei Jahren unter anderem acht Touchdowns erzielen konnte. 2012 erzielte er sogar einen Schulrekord für die meisten Passfänge (40) und die meisten Yards nach Passfängen (973) für einen Tight End. 2013 war er Finalist für den John Mackey Award, welcher an den besten Tight End der NCAA-Division-I FBS verliehen wird.

## NFL
Ebron wurde im NFL Draft 2014 in der ersten Runde an zehnter Stelle von den Detroit Lions ausgewählt. Seinen ersten Touchdown in der NFL fing er am vierten Spieltag der Saison 2014 im Spiel gegen die New York Jets. Es blieb sein einziger Touchdown in seiner ersten Saison. Ein Jahr später fing er 47 Pässe für 537 Yards und erzielte 5 Touchdowns. 2016 fing er 61 Pässe für 711 Yards und einen Touchdown.
Zur Saison 2018 wechselte er zu den Indianapolis Colts, mit denen er direkt die Play-offs erreichte. Er erzielte zudem in der Saison 13 Touchdowns; in den vier Jahren vorher bei den Lions waren es insgesamt elf.
Zur Saison 2020 wechselte er zu den Pittsburgh Steelers. Während  seiner zweiten Saison bei den Steelers, verlor er seinen Startplatz in der ersten Elf an Rookie Pat Freiermuth. Am 27. November 2021 wurde er auf die Injured Reserve List gesetzt.